# World Rugby U20 Trophy 2024
Die World Rugby U20 Trophy 2024 war die 14. Ausgabe des gleichnamigen Wettbewerbs in der Sportart Rugby Union, der als Qualifikation zur Juniorenweltmeisterschaft dient. Die Veranstaltung fand vom 2. bis zum 17. Juli 2024 in Schottland statt, das zum ersten Mal der Veranstalter war. Den Wettbewerb entschied der Gastgeber für sich.
Parallel dazu fand in Südafrika die Juniorenweltmeisterschaft 2024 für höher eingestufte Mannschaften statt.

## Austragungsort
Sämtliche Spiele wurden im Edinburgh Rugby Stadium in der schottischen Hauptstadt Edinburgh ausgetragen.

## Teilnehmer
Acht Mannschaften nahmen am Turnier teil. Automatisch qualifiziert waren Gastgeber Schottland und Japan, der Letztplatzierte, der Letztplatzierte der Juniorenweltmeisterschaft 2023. Weitere sechs Länder qualifizierten sich über kontinentale Meisterschaften in Afrika, Asien, Europa, Nordamerika, Ozeanien und Südamerika.
| Land        | Qualifiziert als            |
| ----------- | --------------------------- |
| Hongkong    | Junioren-Asienmeister       |
| Japan       | Absteiger JWM 2023          |
| Kenia       | Junioren-Afrikameister      |
| Niederlande | Junioren-Europameister      |
| Samoa       | Junioren-Ozeanienmeister    |
| Schottland  | Gastgeber                   |
| Uruguay     | Junioren-Südamerikameister  |
| USA         | Junioren-Nordamerikameister |

## Vorrunde
Modus:
- 4 Punkte bei einem Sieg
- 2 Punkte bei einem Unentschieden
- 1 Bonuspunkt für vier oder mehr Versuche, unabhängig vom Endstand
- 1 Bonuspunkt bei einer Niederlage mit sieben oder weniger Spielpunkten Unterschied

### Gruppe A
|    | Land       | Spiele | Siege | Unent. | Ndlg. | Spiel- punkte | Diff. | Bonus- punkte | Tabellen- punkte |
| -- | ---------- | ------ | ----- | ------ | ----- | ------------- | ----- | ------------- | ---------------- |
| 1. | Schottland | 3      | 3     | 0      | 0     | 270:25        | + 245 | 3             | 15               |
| 2. | Japan      | 3      | 2     | 0      | 1     | 196:73        | + 123 | 2             | 10               |
| 3. | Samoa      | 3      | 1     | 0      | 2     | 61:223        | − 162 | 1             | 5                |
| 4. | Hongkong   | 3      | 0     | 0      | 3     | 39:245        | − 206 | 0             | 0                |

| 2. Juli 2024 11:45 WESZ | Japan           | 105 : 20 | Hongkong | Edinburgh Rugby Stadium, Edinburgh Schiedsrichter: Ru Campbell (Schottland) |
| 2. Juli 2024 11:45 WESZ | (39:15) Bericht |          |          | Edinburgh Rugby Stadium, Edinburgh Schiedsrichter: Ru Campbell (Schottland) |

| 2. Juli 2024 17:15 WESZ | Schottland     | 123 : 15 | Samoa | Edinburgh Rugby Stadium, Edinburgh Schiedsrichter: Katsuki Furuse (Japan) |
| 2. Juli 2024 17:15 WESZ | (66:3) Bericht |          |       | Edinburgh Rugby Stadium, Edinburgh Schiedsrichter: Katsuki Furuse (Japan) |

| 7. Juli 2024 14:30 WESZ | Schottland     | 101 : 0 | Hongkong | Edinburgh Rugby Stadium, Edinburgh Schiedsrichter: Nicolae Fratila (Rumänien) |
| 7. Juli 2024 14:30 WESZ | (52:0) Bericht |         |          | Edinburgh Rugby Stadium, Edinburgh Schiedsrichter: Nicolae Fratila (Rumänien) |

| 7. Juli 2024 17:15 WESZ | Japan          | 81 : 7 | Samoa | Edinburgh Rugby Stadium, Edinburgh Schiedsrichter: Cauã Ricardo Santos (Brasilien) |
| 7. Juli 2024 17:15 WESZ | (27:7) Bericht |        |       | Edinburgh Rugby Stadium, Edinburgh Schiedsrichter: Cauã Ricardo Santos (Brasilien) |

| 12. Juli 2024 11:45 WESZ | Hongkong        | 19 : 39 | Samoa | Edinburgh Rugby Stadium, Edinburgh Schiedsrichter: Sylvain Mane (Senegal) |
| 12. Juli 2024 11:45 WESZ | (14:16) Bericht |         |       | Edinburgh Rugby Stadium, Edinburgh Schiedsrichter: Sylvain Mane (Senegal) |

| 12. Juli 2024 19:45 WESZ | Schottland     | 46 : 10 | Japan | Edinburgh Rugby Stadium, Edinburgh Schiedsrichter: Lex Weiner (USA) |
| 12. Juli 2024 19:45 WESZ | (12:0) Bericht |         |       | Edinburgh Rugby Stadium, Edinburgh Schiedsrichter: Lex Weiner (USA) |

### Gruppe B
|    | Land        | Spiele | Siege | Unent. | Ndlg. | Spiel- punkte | Diff. | Bonus- punkte | Tabellen- punkte |
| -- | ----------- | ------ | ----- | ------ | ----- | ------------- | ----- | ------------- | ---------------- |
| 1. | USA         | 3      | 3     | 0      | 0     | 106:65        | + 41  | 2             | 14               |
| 2. | Uruguay     | 3      | 2     | 0      | 1     | 72:55         | + 17  | 2             | 10               |
| 3. | Niederlande | 3      | 1     | 0      | 2     | 100:79        | + 21  | 2             | 6                |
| 4. | Kenia       | 3      | 0     | 0      | 3     | 27:106        | − 79  | 0             | 0                |

| 2. Juli 2024 14:30 WESZ | Uruguay        | 25 : 7 | Kenia | Edinburgh Rugby Stadium, Edinburgh Schiedsrichter: Ethan Glass (Schweiz) |
| 2. Juli 2024 14:30 WESZ | (15:0) Bericht |        |       | Edinburgh Rugby Stadium, Edinburgh Schiedsrichter: Ethan Glass (Schweiz) |

| 2. Juli 2024 19:45 WESZ | Niederlande     | 33 : 44 | USA | Edinburgh Rugby Stadium, Edinburgh Schiedsrichter: Morgan White (Hongkong) |
| 2. Juli 2024 19:45 WESZ | (12:41) Bericht |         |     | Edinburgh Rugby Stadium, Edinburgh Schiedsrichter: Morgan White (Hongkong) |

| 7. Juli 2024 11:45 WESZ | Uruguay       | 15 : 32 | USA | Edinburgh Rugby Stadium, Edinburgh Schiedsrichter: Sylvain Mane (Senegal) |
| 7. Juli 2024 11:45 WESZ | (8:3) Bericht |         |     | Edinburgh Rugby Stadium, Edinburgh Schiedsrichter: Sylvain Mane (Senegal) |

| 7. Juli 2024 19:45 WESZ | Niederlande    | 51 : 3 | Kenia | Edinburgh Rugby Stadium, Edinburgh Schiedsrichter: Lex Weiner (USA) |
| 7. Juli 2024 19:45 WESZ | (41:3) Bericht |        |       | Edinburgh Rugby Stadium, Edinburgh Schiedsrichter: Lex Weiner (USA) |

| 12. Juli 2024 14:30 WESZ | Kenia         | 17 : 30 | USA | Edinburgh Rugby Stadium, Edinburgh Schiedsrichter: Nicolae Fratila (Rumänien) |
| 12. Juli 2024 14:30 WESZ | (3:8) Bericht |         |     | Edinburgh Rugby Stadium, Edinburgh Schiedsrichter: Nicolae Fratila (Rumänien) |

| 12. Juli 2024 17:15 WESZ | Uruguay        | 32 : 16 | Niederlande | Edinburgh Rugby Stadium, Edinburgh Schiedsrichter: Ethan Glass (Schweiz) |
| 12. Juli 2024 17:15 WESZ | (3:10) Bericht |         |             | Edinburgh Rugby Stadium, Edinburgh Schiedsrichter: Ethan Glass (Schweiz) |

## Finalrunde

### Spiel um Platz 7
| 17. Juli 2024 11:45 WESZ | Hongkong        | 34 : 14 | Kenia | Edinburgh Rugby Stadium, Edinburgh Schiedsrichter: Cauã Ricardo Santos (Brasilien) |
| 17. Juli 2024 11:45 WESZ | (29:14) Bericht |         |       | Edinburgh Rugby Stadium, Edinburgh Schiedsrichter: Cauã Ricardo Santos (Brasilien) |

### Spiel um Platz 5
| 17. Juli 2024 14:30 WESZ | Samoa          | 29 : 46 | Niederlande | Edinburgh Rugby Stadium, Edinburgh Schiedsrichter: Ru Campbell (Schottland) |
| 17. Juli 2024 14:30 WESZ | (5:29) Bericht |         |             | Edinburgh Rugby Stadium, Edinburgh Schiedsrichter: Ru Campbell (Schottland) |

### Spiel um Platz 3
| 17. Juli 2024 17:15 WESZ | Japan          | 75 : 22 | Uruguay | Edinburgh Rugby Stadium, Edinburgh Schiedsrichter: Morgan White (Hongkong) |
| 17. Juli 2024 17:15 WESZ | (26:8) Bericht |         |         | Edinburgh Rugby Stadium, Edinburgh Schiedsrichter: Morgan White (Hongkong) |

### Finale
| 17. Juli 2024 19:45 WESZ | Schottland     | 48 : 10 | USA | Edinburgh Rugby Stadium, Edinburgh Schiedsrichter: Katsuki Furuse (Japan) |
| 17. Juli 2024 19:45 WESZ | (17:0) Bericht |         |     | Edinburgh Rugby Stadium, Edinburgh Schiedsrichter: Katsuki Furuse (Japan) |

## Schlussplatzierungen
| Platz | Land        |
| ----- | ----------- |
| 01    | Schottland  |
| 02    | USA         |
| 03    | Japan       |
| 04    | Uruguay     |
| 05    | Niederlande |
| 06    | Samoa       |
| 07    | Hongkong    |
| 08    | Kenia       |

Schottland gewann das Turnier und nimmt 2025 an der Juniorenweltmeisterschaft teil.